# Calvörde
Calvörde es un municipio situado en el distrito de Börde, en el estado federado de Sajonia-Anhalt (Alemania), a una altitud de 52 metros. Su población a finales de 2015 era de unos 3500 habitantes y su densidad poblacional, 29 hab/km².